# Cerbalus
Cerbalus là một chi nhện trong họ Sparassidae.